# Enselmino da Montebelluna
Enselmino da Montebelluna (o Anselmino, Anselino, Anselmo, Guglielmo; Montebelluna o Treviso, fine del XIII secolo – prima metà del XIV secolo) è stato un poeta italiano.

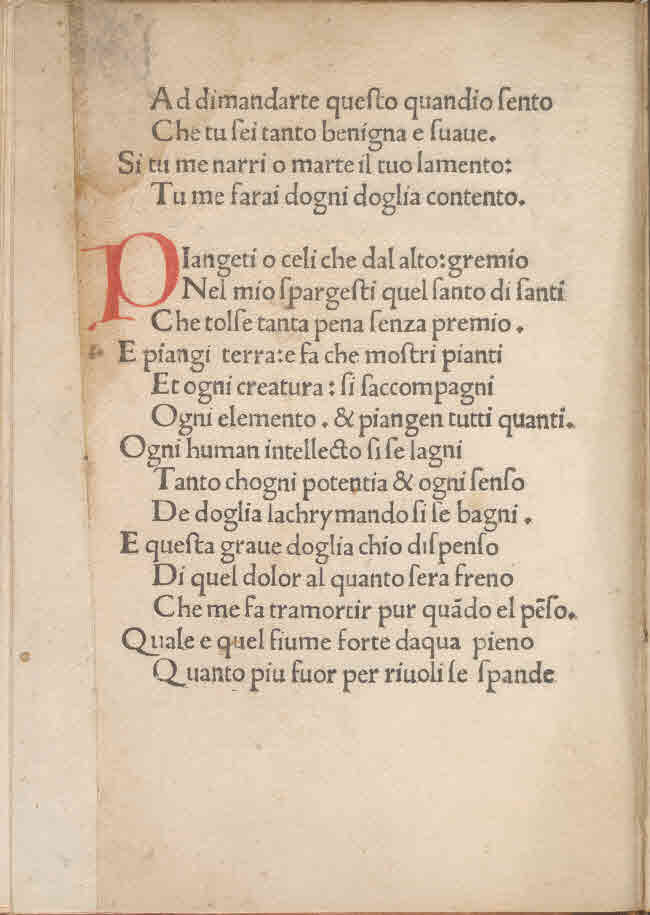
Pianto della Vergine Maria, circa 1478

Poco si sa di questo personaggio ricordato come autore del Pianto de la Verzene Maria, una delle opere più pregevoli dell'innografia mariana medievale.
Secondo le informazioni tramandate dalle varie edizioni, Enselmino sarebbe nativo di Montebelluna e, entrato nell'ordine degli eremitani, avrebbe passato gran parte della sua esistenza nel convento degli agostiniani di Treviso. L'analisi letteraria del Pianto ne fissa la datazione tra il 1325 e il 1350, dunque si può ritenere che l'autore visse fra la fine del Duecento e la prima metà Trecento.

## Opera
La paternità del Pianto de la Verzene Maria (talvolta Pietoso lamento o Lamentatio Virginis) è stata lungamente discussa vista l'esistenza di tradizioni adespote o contraddittorie. Il dibattito si è chiuso solo alla fine dell'Ottocento grazie alle conclusioni di Augusto Serena e di Alfred Linder.
Esistono circa trenta di manoscritti del Pianto e il più antico, che non specifica né titolo né autore, è del 1369. Di quelli che citano l'autore, in realtà la minor parte, sei lo ritengono di Enselmino, uno del Petrarca, uno di Antonio da Ferrara (ma solo l'ultimo capitolo), un altro riporta il nome di un Biagio Saraceni vicentino (che però era il copista). I manoscritto che fanno riferimento ad Enselmino non sono dunque molti, e nemmeno i meglio conservati, ma rappresentano comunque quelli più vicini all'originale.
Per quanto riguarda i testi a stampa, tra le circa dieci edizioni solo due fanno il Pianto di Enselmino, mentre le altre sono adespote o con attribuzioni del tutto fantasiose (come quelle ad Antonio Cornazzano e a Leonardo Giustinian). Un'ulteriore versione riporta il nome di "Guglielmo da Treviso".
Il Pianto è un poemetto in terzine articolato in undici capitoli per un totale di 1.513 versi dove la Vergine in prima persona racconta i fatti della Passione di Cristo. Il primo e l'ultimo capitolo sono un'invocazione e un ringraziamento alla Madonna.
Il componimento è scritto in veneto trevigiano, con frequenti latinismi e richiami al toscano. C'è, nel complesso, una certa raffinatezza artistica, con figure retoriche e precisi riferimenti ai testi sacri, che testimonia la notevole erudizione dell'autore.
Il Pianto si rifà evidentemente a modelli quali il Tractatus de planctu B. V. Mariae attribuito a san Bernardo e, ovviamente, al Pianto della Madonna di Jacopone da Todi. Moltissimi aspetti sono però di matrice dantesca, con richiami alla Divina Commedia; fatto che non stupisce visto che all'epoca viveva proprio a Treviso Pietro Alighieri il cui commento all'opera del padre aveva contribuito a diffonderla nel Veneto.
Il Linder ha attribuito ad Enselmino anche il poemetto Infanzia del Salvatore contenuto in un'edizione romana del Pianto (1541), tuttavia le profonde differenze stilistiche e linguistiche fanno vacillare questa ipotesi.